# Шенгляйна
Шенгляйна (нім. Schöngleina) — громада в Німеччині, розташована в землі Тюрингія. Входить до складу району Заале-Гольцланд. Громада підпорядковується адміністрації міста Бад-Клостерлаусніц.
Площа — 6,77 км2. Населення становить 534 ос. (станом на 31 грудня 2021).